# Mezőberény
Mezőberény − miasto na Węgrzech, w Komitacie Békés, w powiecie Békés.
W mieście jest stacja kolejowa Mezőberény.